# Radiació electromagnètica
La radiació electromagnètica és un conjunt d'ones electromagnètiques que es propaguen a l'espai amb un component elèctric i un component magnètic. Aquests dos components oscil·len en angles rectes respecte ells i respecte a la direcció de propagació, i són en fase entre ells. La radiació electromagnètica en diferents tipus segons la freqüència de l'ona (en ordre creixent de freqüència): ones de ràdio, microones, raigs T, radiació infraroja, llum visible, radiació ultraviolada, raigs X i radiació gamma.
La radiació electromagnètica porta energia i moment lineal que poden ser transmesos quan interacciona amb la matèria.

## Història del descobriment
Article principal: Història de l'electricitat
La radiació electromagnètica de longituds d'ona diferents a les de la llum visible es va descobrir a principis del segle xix. El descobriment de la radiació infraroja s'atribueix a l'astrònom William Herschel, qui va publicar els seus resultats en 1800 davant la Royal Society of London. Herschel va utilitzar un prisma de vidre per a refractar la llum del Sol i va detectar llamps invisibles que provocaven un escalfament més enllà de la part vermella de l'espectre, mitjançant un augment de la temperatura registrada amb un termòmetre. Aquests «raigs calorífics» es van denominar posteriorment infrarojos.
L'any 1801, el físic alemany Johann Wilhelm Ritter va descobrir la llum ultraviolada en un experiment similar al de Herschel, utilitzant llum solar i un prisma de vidre. Ritter va notar que els raigs invisibles prop de la vora violeta d'un espectre solar dispersat per un prisma triangular enfosquien les preparacions de clorur de plata més ràpidament que la llum violeta. Els experiments de Ritter van ser els primers precursors del que es convertiria en la fotografia. Ritter va assenyalar que els raigs ultraviolats (que al principi es van dir «llamps químics») eren capaços de provocar reaccions químiques.
Des de l'any 1862 fins a l'any 1864, James Clerk Maxwell va desenvolupar equacions per al camp electromagnètic que suggerien que les ones en el camp viatjarien amb una velocitat molt pròxima a la velocitat de la llum. Per tant, Maxwell va suggerir que la llum visible (així com els raigs infrarojos i ultraviolats invisibles per inferència) consistien a propagar pertorbacions (o radiació) en el camp electromagnètic. Les ones de ràdio van ser produïdes deliberadament per primera vegada per Heinrich Hertz l'any 1887, utilitzant circuits elèctrics calculats per a produir oscil·lacions a una freqüència molt més baixa que la de la llum visible. Hertz també va desenvolupar maneres de detectar aquestes ones i va produir i va caracteritzar el que després es van denominar ones de ràdio i microones.
Wilhelm Röntgen va descobrir i va nomenar radiografies. Després d'experimentar amb alts voltatges aplicats a un tub de buit el 8 de novembre de 1895, va notar una fluorescència en una placa pròxima de vidre revestit. En un mes, va descobrir les principals propietats dels raigs X.
L'última part de l'espectre electromagnètic que es va descobrir es va associar amb la radioactivitat. Henri Becquerel va descobrir que les sals d'urani causaven el entelament d'una placa fotogràfica no exposada a través d'un paper de cobertura d'una manera similar als raigs X, i Marie Curie va descobrir que només uns certs elements emetien aquests raigs d'energia, i aviat va descobrir la intensa radiació del radi. La radiació de la pechblenda va ser diferenciada en raigs alfa (partícules alfa) i raigs beta (partícules beta) per Ernest Rutherford a través d'una simple experimentació l'any 1899, però es va demostrar que eren tipus de radiació de partícules carregades. No obstant això, l'any 1900, el científic francès Paul Villard va descobrir un tercer tipus de radiació de radi amb càrrega neutra i especialment penetrant, i després de descriure-ho, Rutherford es va adonar que havia de ser un tercer tipus de radiació, que en 1903 va denominar raigs gamma. L'any 1910, el físic britànic William Henry Bragg va demostrar que els raigs gamma són radiació electromagnètica, no partícules, i l'any 1914 Rutherford i Edward Andrade van mesurar les seves longituds d'ona, trobant que eren similars als raigs X però amb longituds d'ona més curtes i major freqüència.

## Física

### Teoria
A causa de la dualitat ona-partícula, la radiació electromagnètica es pot modelitzar de dues maneres:
- Com una ona: la radiació és una variació dels camps elèctric i magnètic. L'anàlisi espectral permet de descompondre l'ona electromagnètica en ones monocromàtiques de longitud d'ona i freqüència diferents.

James Clerk Maxwell va ser el primer a predir l'existència de les ones electromagnètiques i la confirmació va arribar amb Heinrich Hertz. Maxwell va derivar la forma de l'ona electromagnètica a partir de les equacions del camps elèctric i magnètic, revelant la natura dels camps i la seva simetria. Com que la velocitat predita per les equacions d'ona coincidient amb la velocitat de la llum, Maxwell va concloure que la llum també era una ona electromagnètica.
D'acord amb les equacions de Maxwell, un camp elèctric que canvia al llarg del temps genera un camp magnètic i a l'inrevés. Per això, així com un camp elèctric oscil·lant genera un camp magnètic oscil·lant, un camp magnètic oscil·lant genera al seu torn un camp elèctric oscil·lant. Aquests camps oscil·lants junts formen una ona electromagnètica.
- Com un fotó: la mecànica quàntica associa una radiació electromagnètica monocromàtica a un corpuscle o partícula de massa nul·la i una energia proporcional a la freqüència. La interacció entre la radiació electromagnètica i la matèria, com ara els electrons, es descriu amb l'electrodinàmica quàntica.

### Model ondulatori
Un aspecte important de la natura de la llum és la freqüència. La freqüència d'una ona és la seva taxa d'oscil·lació i es mesura en hertz, que és la unitat de freqüència al SI d'unitats, i que equival a una oscil·lació per segon. La llum presenta habitualment un espectre de freqüències que sumades donen l'ona resultant. Freqüències diferents experimentaran diferents angles de refracció.
Una ona consisteix en una successió de crestes i valls, la distància entre dues crestes o valls adjacents és el que denominem longitud d'ona. Les ones de l'espectre electromagnètic varien en mida des de les llargues ones de ràdio, de la mida d'un edifici, fins a les més curtes de la radiació gamma, més petites que el nucli d'un àtom. La freqüència és inversament proporcional a la longitud d'ona, d'acord amb l'equació:
{\displaystyle v=f\lambda }
on v és la velocitat de l'ona (c al buit, o menor en altres medis), f és la freqüència i λ és la longitud d'ona. Quan les ones travessen les fronteres entre diferents medis la seva velocitat canvia però les seves freqüències romanen constants.
| Representació d'una ona electromagnètica, s'observa la perpendicularitat entre els camps magnètic i elèctric i d'aquests respecte a la direcció de propagació |
| Representació d'una ona electromagnètica, s'observa la perpendicularitat entre els camps magnètic i elèctric i d'aquests respecte a la direcció de propagació |

Una interferència és la superposició de dues o més ones que origina un nou patró d'ona. Si els camps tenen components en la mateixa direcció, les ones s'interfereixen de manera constructiva, per contra, en cas de direccions oposades es produirà una interferència destructiva.
L'energia de les ones electromagnètiques rep el nom d'energia radiant.

### Model de partícules
En el model de partícules de la radiació electromagnètica l'energia d'una ona està quantitzada, una ona consistiria en un conjunt de paquets d'energia, quants, anomenats fotons. La freqüència de l'ona és proporcional a la magnitud de l'energia de les partícules. Atès que els fotons són emesos i absorbits per partícules carregades actuen com a transportadors d'energia. L'energia dels fotons es calcula a partir de l'equació de Max Planck:
{\displaystyle E=hf}
on E és l'energia, h és la constant de Planck i f és la freqüència.
Quan un àtom absorbeix un fotó, el fotó excita un electró elevant el seu nivell d'energia. Si l'energia és prou gran per a fer que l'electró salti a un nivell d'energia prou elevat, l'electró podria escapar de força d'atracció del nucli i ser alliberat en un procés que rep el nom de fotoionització. De manera inversa, un electró d'un àtom que passa a un nivell inferior d'energia emet un fotó de llum igual a la diferència d'energia entre els dos nivells. Com a conseqüència de què els nivells d'energia dels àtoms són discrets, cada element emet i absorbeix a unes freqüències característiques.
Aquests efectes junts expliquen l'espectre d'absorció de la llum. Les bandes fosques de l'espectre són degudes a la presència d'àtoms que absorbeixen diferents freqüències de llum. La composició del medi que travessa la llum determinarà l'espectre d'absorció que se n'obtindrà. En el cas de les bandes fosques que apareixen a l'espectre de la llum d'una estrella són degudes als àtoms que hi ha a l'atmosfera de l'estrella. Les bandes fosques corresponen als nivells d'energia permesos dels àtoms. Un fenomen similar passa amb l'emissió. Quan els electrons passen a un nivell d'energia inferior s'emet un espectre que representa els salts entre els nivells d'energia de l'electró. Això es manifesta, per exemple, a l'espectre d'emissió d'una nebulosa. Avui dia s'utilitza aquest fenomen per tal d'observar els elements que componen les estrelles, i també en la determinació de la seva distància utilitzant el que es denomina desplaçament cap al roig.

### Velocitat de propagació
Qualsevol càrrega elèctrica accelerada o qualsevol camp magnètic canviant produeix radiació electromagnètica. La informació electromagnètica sobre la càrrega viatja a la velocitat de la llum. Un tractament acurat incorpora un concepte denominat temps retard que s'afegeix a les expressions electrodinàmiques dels camps elèctrics i magnètics. Quan qualsevol fil, o d'altres objectes conductors com una antena condueixen corrent altern, la radiació electromagnètica es propaga a la mateixa freqüència que el corrent elèctric. En funció de les circumstàncies es comportarà com una ona o com una partícula (fotó). En forma d'una ona la radiació electromagnètica es caracteritza per una velocitat (la de la llum), una longitud d'ona i una freqüència. En forma de partícules la radiació electromagnètica (els fotons) es caracteritza per l'energia de cada partícula relacionada amb la freqüència de l'ona donada per l'equació de Planck.
E = hν
on E és l'energia d'un fotó, h = 6.626 × 10−34 J·s és la constant de Planck, i ν és la freqüència d'ona.
Hi ha una regla que sempre se segueix, siguin quines siguin les circumstàncies: Amb relació a qualsevol observador, al buit la radiació electromagnètica viatja a la velocitat de la llum, sigui quina sigui la velocitat de l'observador. Aquesta observació va portar Albert Einstein a desenvolupar la teoria de la relativitat especial.
En medis diferents del buit la velocitat de propagació o l'índex de refracció varia en funció de la freqüència i l'aplicació. Ambdues grandàries prenen valors que relacionen la velocitat al medi considerat amb la velocitat al buit.

### Mesura de la velocitat de la llum al buit
L'astrònom danès Ole Rømer va ser el primer que va arribar a determinar empíricament la velocitat de la llum mentre treballava en l'observació dels eclipsis d'Ió de satèl·lit Júpiter. En observar que les seves previsions dels eclipsis basades en les lleis de Kepler de vegades eren exactes però es podien avançar o endarrerir fins a 10 minuts. Rømer va explicar la seva observació considerant la diferent posició al llarg del temps de la Terra i de Júpiter respecte del Sol, el setembre de 1676 va anunciar que l'eclipsi previst pel 9 de novembre següent es produiria amb 10 minuts de retard. Després, el 7 de desembre, va publicar les seves observacions al Journal des Sçavans (Journal des savants) de París.
La definició del metre comporta que la velocitat de la llum al buit sigui exactament 299.792.458 metres per segon, 1.079.252.848,8 km/h o 299.792,458 km/s.

## Espectre electromagnètic

Espectre electromagnètic amb l'espectre visible ressaltat

Per raons històriques la radiació electromagnètica es classifica en funció de la seva longitud d'ona en:
- Ones de ràdio
- Microones
- Raigs T
- Radiació infraroja
- Llum visible
- Radiació ultraviolada
- Raigs X
- Radiació gamma

El comportament de la radiació electromagnètica depèn de la seva longitud d'ona, les freqüències altes presenten longituds d'ona petites i al contrari, les freqüències baixes corresponen a grans longituds d'ona. Quan la radiació electromagnètica interacciona amb els àtoms o les molècules el seu comportament dependrà de la quantitat d'energia per quàntum que transporta. De manera similar a com es fa amb les ones sonores, les ones electromagnètiques es poden dividir en octaves (una relació de dos a un entre les freqüències).
L'espectroscòpia pot detectar zones de radiació més àmplies que les que corresponen a la llum visible, que correspon a les longituds d'ones d'entre 400 i 700 nm; un espectròmetre de laboratori pot detectar longituds d'ones d'entre 2 i 2500 nm. Amb aquest tipus de ginys es pot obtenir informació detallada sobre les propietats físiques i químiques dels gasos o de les estrelles, per exemple, els àtoms d'hidrogen emeten ones de ràdio amb una longitud d'ona de 21,12 cm.

### Llum
Vegeu l'article sobre la llum
La radiació electromagnètica amb una longitud d'ona d'entre 400 i 700 nm pot ser detectada per l'ull humà i percebuda com a llum visible. També es pot parlar de llum quan es tracta d'altres longituds d'ona, sobretot les properes a l'infraroig (més de 700 nm) i l'ultraviolat (menys de 400 nm), sobretot quan la seva visibilitat pels éssers humans no és rellevant.
La percepció visual dels éssers humans es produeix com a resultat de rebre als ulls la radiació electromagnètica de freqüències visibles que ha estat reflectida pels objectes. El sistema visual del cervell processa aquests reflexos per mitjà d'un procés encara no compres totalment i percep una imatge dels objectes que han reflectit la llum.
Tanmateix la major part de la informació que transporta la radiació electromagnètica no és percebuda pels sentits humans. Una font natural produeix radiació electromagnètica al llarg de tot l'espectre. La tecnologia pot manipular un ampli ventall de longituds d'ona, per exemple, a través de la fibra òptica es pot transmetre informació tot utilitzant la transmissió d'una llum gairebé imperceptible per l'ull, en aquest tipus de transmissió la informació es codifica de manera similar a com es fa amb les ones de ràdio.

### Ones de ràdio
Les ones de ràdio poden ser utilitzades per transportar informació fent variar la freqüència, l'amplitud i la fase de l'ona a una banda determinada.
Quan la radiació electromagnètica afecta un conductor s'uneix a ell i viatja a través d'ell, al mateix temps que indueix un corrent elèctric a la superfície del conductor en excitar els electrons del material. Aquest efecte pel·licular s'utilitza a les antenes. La radiació electromagnètica també pot causar que algunes molècules absorbeixin energia i s'escalfin, aquest efecte s'aprofita al forn microones.

## Descripció matemàtica
Les ones electromagnètiques van ser predites i descrites formalment per les lleis clàssiques de l'electricitat i el magnetisme conegudes com les equacions de Maxwell. Aquestes equacions van ser postulades de manera teòrica el 1865 per James Clerk Maxwell i comprovades de manera experimental el 1888 gràcies a Heinrich Rudolf Hertz.
Si ens centrem a l'anàlisi de les ones electromagnètiques al buit i sense els efectes de la presència de càrregues o corrents tenim:
{\displaystyle \nabla \cdot \mathbf {E} =0\qquad \qquad \qquad \ \ (1)}
{\displaystyle \nabla \times \mathbf {E} =-{\frac {\partial }{\partial t}}\mathbf {B} \qquad \qquad (2)}
{\displaystyle \nabla \cdot \mathbf {B} =0\qquad \qquad \qquad \ \ (3)}
{\displaystyle \nabla \times \mathbf {B} =\mu _{0}\varepsilon _{0}{\frac {\partial }{\partial t}}\mathbf {E} \qquad \ \ \ (4)}
on
{\displaystyle \nabla } és l'operador nabla, un operador diferencial vectorial.
Una solució trivial seria:
{\displaystyle \mathbf {E} =\mathbf {B} =\mathbf {0} }
Per arribar a una altra de més interessant s'utilitzaran identitats vectorials:
{\displaystyle \nabla \times \left(\nabla \times \mathbf {A} \right)=\nabla \left(\nabla \cdot \mathbf {A} \right)-\nabla ^{2}\mathbf {A} }
Per veure com es pot utilitzar es prendrà el rotacional de l'equació (2):
{\displaystyle \nabla \times \left(\nabla \times \mathbf {E} \right)=\nabla \times \left(-{\frac {\partial \mathbf {B} }{\partial t}}\right)\qquad \qquad \qquad \quad \ \ \ (5)\,}
Avaluant la part de l'esquerra:
{\displaystyle \nabla \times \left(\nabla \times \mathbf {E} \right)=\nabla \left(\nabla \cdot \mathbf {E} \right)-\nabla ^{2}\mathbf {E} =-\nabla ^{2}\mathbf {E} \qquad \quad \ (6)\,}
on es pot simplificar utilitzant l'equació (1).
Avaluant la part de la dreta:
{\displaystyle \nabla \times \left(-{\frac {\partial \mathbf {B} }{\partial t}}\right)=-{\frac {\partial }{\partial t}}\left(\nabla \times \mathbf {B} \right)=-\mu _{0}\varepsilon _{0}{\frac {\partial ^{2}}{\partial ^{2}t}}\mathbf {E} \qquad (7)}
Les equacions (6) i (7) són iguals, per tant això comporta una equació diferencial vectorial per al camp elèctric:
| {\displaystyle \nabla ^{2}\mathbf {E} =\mu _{0}\varepsilon _{0}{\frac {\partial ^{2}}{\partial t^{2}}}\mathbf {E} } |
Aplicant un patró similar n'obtindrem una equació diferencial similar per al camp magnètic:
| {\displaystyle \nabla ^{2}\mathbf {B} =\mu _{0}\varepsilon _{0}{\frac {\partial ^{2}}{\partial t^{2}}}\mathbf {B} }. |
Aquestes equacions diferencials són equivalents a l'equació d'ona:
{\displaystyle \nabla ^{2}f={\frac {1}{c^{2}}}{\frac {\partial ^{2}f}{\partial t^{2}}}\,}
on
c és la velocitat de l'ona i
f descriu el desplaçament
De manera simplificada:
{\displaystyle \Box ^{2}f=0}
on {\displaystyle \Box ^{2}} és l'Operador de d'Alembert:
{\displaystyle \Box ^{2}=\nabla ^{2}-{\frac {1}{c^{2}}}{\frac {\partial ^{2}}{\partial t^{2}}}={\frac {\partial ^{2}}{\partial x^{2}}}+{\frac {\partial ^{2}}{\partial y^{2}}}+{\frac {\partial ^{2}}{\partial z^{2}}}-{\frac {1}{c^{2}}}{\frac {\partial ^{2}}{\partial t^{2}}}\ }
Noteu que en el cas dels camps elèctrics i magnètics, la velocitat és:
{\displaystyle c={\frac {1}{\sqrt {\mu _{0}\varepsilon _{0}}}}}
Que és la velocitat de la llum. Les equacions de Maxwell van unificar la permitivitat del buit {\displaystyle \varepsilon _{0}}, la permeabilitat del buit {\displaystyle \mu _{0}}, i la velocitat de la llum al buit, c. Abans no es coneixia la relació entre la llum, l'electricitat i el magnetisme.
Fins ara només hem tractat dues de les quatre equacions del començament, hi ha molta més informació referent a les ones a les equacions de Maxwell. Considerem una ona com un vector genèric per al camp elèctric.
{\displaystyle \mathbf {E} =\mathbf {E} _{0}f\left({\hat {\mathbf {k} }}\cdot \mathbf {x} -ct\right)}
Aquí {\displaystyle \mathbf {E} _{0}} és l'amplitud constant, {\displaystyle f} és qualsevol funció secundària diferenciable, {\displaystyle {\hat {\mathbf {k} }}} és el vector unitari en la direcció de propagació, i {\displaystyle {\mathbf {x} }} és el vector posició. Observem que {\displaystyle f\left({\hat {\mathbf {k} }}\cdot \mathbf {x} -ct\right)} és una solució genèrica per a l'equació de l'ona. En altres paraules 
{\displaystyle \nabla ^{2}f\left({\hat {\mathbf {k} }}\cdot \mathbf {x} -ct\right)={\frac {1}{c^{2}}}{\frac {\partial ^{2}}{\partial ^{2}t}}f\left({\hat {\mathbf {k} }}\cdot \mathbf {x} -ct\right)},
per a una ona genèrica viatjant en la direcció {\displaystyle {\hat {\mathbf {k} }}}. La comprovació d'això és trivial.
Aquesta forma satisfà l'equació d'ona, ara veurem que també satisfà les equacions de Maxwell:
{\displaystyle \nabla \cdot \mathbf {E} ={\hat {\mathbf {k} }}\cdot \mathbf {E} _{0}f'\left({\hat {\mathbf {k} }}\cdot \mathbf {x} -ct\right)=0}
{\displaystyle \mathbf {E} \cdot {\hat {\mathbf {k} }}=0}
La primera de les equacions de Maxwell implica que el camp elèctric és ortogonal a la direcció de propagació de l'ona.
{\displaystyle \nabla \times \mathbf {E} ={\hat {\mathbf {k} }}\times \mathbf {E} _{0}f'\left({\hat {\mathbf {k} }}\cdot \mathbf {x} -ct\right)=-{\frac {\partial }{\partial t}}\mathbf {B} }
{\displaystyle \mathbf {B} ={\frac {1}{c}}{\hat {\mathbf {k} }}\times \mathbf {E} }
La segona de les equacions de Maxwell explica el camp magnètic. Les altres dues es poden satisfer escollint {\displaystyle \mathbf {E} ,\mathbf {B} }.
No tan sols les ones dels camps magnètic i elèctric viatgen a la velocitat de la llum, també presenten una restricció de la seva direcció i unes magnituds prporcionals, {\displaystyle E_{0}=cB_{0}}, això es pot observar de manera immediata a partir del vector de Poynting. El camp elèctric, el camp magnètic i la direcció de propagació de l'ona són ortogonals i l'ona es propaga en la mateixa direcció que {\displaystyle \mathbf {E} \times \mathbf {B} }.
Des del punt de vista d'una ona electromagnètica que es propaga, el camp elèctric estaria oscil·lant amunt i avall, mentre el camp magnètic oscil·laria de dreta a esquerra. Però aquest comportament pot intercanviar-se de manera que seria el camp magnètic el que oscil·laria amunt i avall mentre que el camp elèctric ho faria de dreta a esquerra. Aquesta arbitrarietat de l'orientació de l'oscil·lació respecte de la direcció de propagació es coneix com a polarització electromagnètica.

## L'energia de les ones electromagnètiques
Totes les ones electromagnètiques transporten energia entre dos punts de l'espai. Per simplicitat considerarem el cas d'una ona plana: Prenem un volum arbitrari τ que conté un camp electromagnètic, al seu interior la densitat d'energia elèctrica vindria donada per:
{\displaystyle u_{e}={\frac {1}{2}}\varepsilon _{0}E^{2}};
i la densitat d'energia magnètica serà igual a:
{\displaystyle u_{m}={\frac {1}{2\mu _{0}}}B^{2}}.
L'energia total dins del volum considerat serà:
{\displaystyle U=\int _{\tau }(u_{e}+u_{m})\,d\tau =\int _{\tau }\left({\frac {1}{2}}\varepsilon _{0}{\vec {E}}{\vec {E}}+{\frac {1}{2\mu _{0}}}{\vec {B}}{\vec {B}}\right)\,d\tau }.
Derivant l'equació anterior i utilitzant la relació entre el rotacional i la divergència, si tenim en consideració que {\displaystyle {\vec {S}}={\vec {E}}\times {\tfrac {\vec {B}}{\mu _{0}}}} podem arribar a:
{\displaystyle {\frac {\delta U}{\delta t}}=-\int _{\tau }({\vec {E}}{\vec {j}})\,d\tau -\int _{\boldsymbol {\Sigma }}({\vec {S}}{\vec {u}}_{n})\,d{\boldsymbol {\Sigma }}},
que és una forma d'expressar el teorema de Poynting formulat per John Henry Poynting (1852-1914) i Oliver Heaviside (1850-1925) de manera independent. El vector {\displaystyle {\vec {u}}_{n}} és el vector unitari perpendicular a la superfície {\displaystyle {\boldsymbol {\Sigma }}}, mentre que el vector {\displaystyle {\vec {S}}} és el que es denomina vector de Poynting: el seu mòdul representa la intensitat de l'ona electromagnètica ({\displaystyle S=I={\tfrac {EB}{\mu _{0}}}}), i la seva direcció es correspon amb la direcció de propagació de l'ona plana, essent perpendicular tant al camp elèctric com al camp magnètic.
El teorema de Poynting ens mostra que una variació de l'energia interna al volum considerat pot ser deguda a dos motius:
1. El terme {\displaystyle {\vec {E}}{\vec {j}}} evidencia la dissipació d'energia per unitat de volum a causa de l'efecte Joule.
2. El terme {\displaystyle {\vec {S}}{\vec {u}}_{n}} representa el flux d'energia a través dels límits {\displaystyle {\boldsymbol {\Sigma }}} del volum {\displaystyle \tau }.

Tenint en consideració que en el cas d'una ona plana no hi ha dissipació d'energia podem escriure:
{\displaystyle {\vec {S}}={\frac {B^{2}}{\mu }}{\vec {v}}},
on {\displaystyle {\vec {v}}} és el vector velocitat de propagació de l'ona.
Essent {\displaystyle I={\tfrac {E^{2}}{Z}}}, on {\displaystyle Z={\sqrt {\tfrac {\mu }{\varepsilon }}}} és la impedància característica del medi de propagació, tindrem:
{\displaystyle {\vec {S}}=I{\vec {u}}_{n}}

## Aplicacions tecnològiques
Les aplicacions de les radiacions electromagnètiques són tan comunes a la nostra vida diària que gairebé no en parem atenció: la ràdio, la televisió, el telèfon mòbil, el radar, el forn microones o les radiografies en són exemples. Les aplicacions poden ser dividides en dos grans grups, el primer agruparia les utilitzacions en les quals les radiacions electromagnètiques són un mitjà per a transportar informació (ràdio, televisió, telèfon mòbil) i el segon aquelles aplicacions en què s'utilitzen per a transportar energia (forn microones).

## Efectes biològics de la radiació
Els efectes de les radiacions electromagnètiques sobre els éssers vius depenen sobretot de dos factors principals: la freqüència de la radiació i el tipus d'exposició a la radiació (intensitat de la radiació, duració de l'exposició, part del cos exposada, etc.) que determinaran la dosi absorbida. La quantitat de radiació absorbida es mesura en grays, un gray correspondria a l'absorció d'un joule d'energia irradiada per un quilogram de matèria.
Pel que fa a la freqüència de la radiació s'acostuma a diferenciar entre radiació ionitzant i no ionitzant.

### Radiació ionitzant
Les radiacions ionitzants són aquelles que tenen una freqüència prou gran per a ionitzar els àtoms o les molècules de les substàncies exposades. Aquest tipus de radiació són capaces de modificar l'estructura química de les substàncies sobre les quals incideixen i poden produir efectes biològics a llarg termini sobre els éssers vius, en seria un exemple la modificació del DNA de les cèl·lules, aquestes mutacions del DNA poden derivar en càncer. Els raigs X i la radiació gamma en serien dos exemples de radiacions electromagnètiques altament ionitzants.

### Radiació no ionitzant
Les radiacions no ionitzants són aquelles que no tenen prou freqüència per a provocar la ionització dels materials exposats. Com a exemple de radiacions no ionitzants es poden citar les microones o les ones de ràdio. Aquest tipus de radiació no tenen l'energia suficient per provocar directament mutacions del DNA i, per tant, probablement no poden iniciar la carcinogènesi però podrien ser promotors. Avui dia es parla de contaminació electromagnètica per a referir-se a l'exposició dels éssers vius o els aparells a un camp electromagnètic i es discuteix sobre els efectes d'aquesta exposició sobre la salut o la fertilitat.
Des del punt de vista dels seus efectes sobre la salut, les radiacions no ionitzants es poden classificar en tres grans grups:
- Camps electromagnètics de baixa freqüència (ELF): interval de 3-30.000 Hz).
- Camps de radiofreqüència i microones: interval de 30 kHz - 300 GHz.
- Radiació òptica: des de la llum infraroja fins a la llum ultraviolada.

Aquí només es comentaran els efectes biològics dels dos primers grups, atès que els efectes biològics del darrer grup estan desenvolupats en els articles corresponents (efectes biològics de la llum infraroja i efectes biològics de la llum ultraviolada).
En els efectes sobre la salut de l'exposició als camps electromagnètics de baixa freqüència, s'ha de diferenciar entre el camp elèctric i el magnètic. No s'han descrit efectes sobre la salut per estar exposat a camps elèctrics d'aquesta freqüència i, a més a més, la penetrabilitat és baixa i, per exemple, no poden travessar les parets. Quant als efectes dels camps magnètics no estàtics, els seus efectes sobre la salut són controvertits. Per una part hi ha un consens entre els epidemiòlegs que els nens exposats a camps magnètics no estàtics presenten més risc de desenvolupar una leucèmia, però, per altra banda, no existeix cap mecanisme àmpliament acceptat que expliqui com aquests camps poden induir o promoure càncer (, pàg 747). La font d'exposició més important és la generació, transport, distribució, transformació i utilització de l'electricitat.
L'any 2002, el Centre internacional de recerca sobre el càncer, va publicar l'avaluació dels camps electromagnètics de baixa freqüència com a possibles cancerígens. Les seves conclusions varen ser:
- Els camps magnètics de freqüència extremadament baixa són possibles cancerígens en humans (Grup 2B).
- Els camps elèctrics de freqüència extremadament baixa no es poden considerar cancerígens en humans (Grup 3).
- Els camps magnètics i elèctrics estàtics tampoc no es poden considerar cancerígens en humans (Grup 3).
Els primers es van classificar com a possibles cancerígens a causa de fonamentades sospites que s'associen amb un possible increment en el risc de leucèmia infantil.
Quant als camps electromagnètics de radiofreqüència i microones (30 kHz - 300 GHz), la font d'exposició actualment més freqüent per a la població general són els telèfons mòbils i les seves torres de distribució. Els seus efectes sobre la salut poden ser de dos tipus:
- Tèrmics: elevació de la temperatura central del cos.
- Atèrmics: fonamentalment, càncer. És un efecte controvertit.

Igual que pels camps magnètics de freqüència extremadament baixa, hi ha proves d'estudis epidemiològics que apunten a un augment moderat del risc de càncer per als subjectes que han utilitzat un telèfon mòbil més de 10 anys (però dèbilment sostinguda per experiments amb animals a llarg termini i investigacions in vitro), però les proves no són encara prou fortes per a convèncer a la comunitat científica i a les autoritats que s'han de prendre mesures immediates.
L'any 2011 el Centre internacional de recerca sobre el càncer, va reunir els principals experts mundials sobre el tema perquè avaluessin el possible efecte cancerigen de les radiacions de radiofreqüència i microones (30 kHz - 300 GHz). D'acord amb les conclusions del grup d'experts, el Centre va classificar a aquest tipus de radiacions dintre també del Grup 2B (possibles cancerígens en humans). No s'afirma que l'exposició sigui cancerígena, però tampoc no es descarta que ho sigui.

### Revistes
- Bioelectromagnetics.  Wiley-Liss, Inc.. ISSN 0197-8462.
- Foundations of physics letters.  Springer Netherlands. ISSN 0894-9875 EISSN 1572-9524.
- Journal of electromagnetic waves and applications.  Brill Academic Publishers. ISSN 0920-5071.
- Nature physics.  Nature Publishing Group. ISSN 1745-2473 EISSN 1745-2481.
- Radiation Measurements.  Elsevier B.V. ISSN 1350-4487.
- Radiation Physics and Chemistry.  Elsevier B.V. ISSN 0969-806X.